# Ліпінкі-Шляхецькі
Ліпінкі-Шляхецькі (пол. Lipinki Szlacheckie, нім. Lippinken, 1942-45: Leipnersdorf) — село в Польщі, у гміні Староґард-Гданський Староґардського повіту Поморського воєводства.
Населення — 462 особи (2011).
У 1975-1998 роках село належало до Гданського воєводства.

## Демографія
Демографічна структура станом на 31 березня 2011 року:
|          | Загалом | Допрацездатний вік | Працездатний вік | Постпрацездатний вік |
| -------- | ------- | ------------------ | ---------------- | -------------------- |
| Чоловіки | 231     | 54                 | 161              | 16                   |
| Жінки    | 231     | 65                 | 134              | 32                   |
| Разом    | 462     | 119                | 295              | 48                   |